# Rapp Motorenwerke
Rapp Motorenwerke GmbH — німецький виробник авіаційних двигунів, що базується в Мюнхені, Баварія. Фірму засновано 1913 року, у 1917 році вона змінила назву на Bayerische Motoren Werke GmbH (BMW). Пізніше компанія стала називатися Süddeutsche Bremsen-AG, оскільки у 1922 році активи з виробництва двигунів і бренд BMW було передано Bayerische Flugzeugwerke (раніше Otto Flugmaschinenfabrik), яка потім була перейменована на Bayerische Motoren Werke AG і згодом перетворилася на виробника автомобілів, нині відомого як BMW.

## Ранні двигуни
27 жовтня 1913 року Карл Рапп і Юліус Ауспітцер заснували компанію Rapp Motorenwerke GmbH з капіталом у 200 000 райхсмарок. Компанію було засновано в Мільбертсгофені на місці колишньої мюнхенської філії Flugwerk Deutschland GmbH, фірми, у якій Карл Рапп займав керівну посаду і яка була ліквідована влітку 1913 року. Генеральний консул Ауспітцер був єдиним акціонером компанії, а операційною частиною компанії керував Карл Рапп. Заявленою метою компанії було створення та продаж «двигунів усіх типів, зокрема двигунів внутрішнього згоряння для літаків і автотранспорту».
З придбанням Flugwerk Deutschland компанія також придбала чотирициліндрові двигуни, які Карл Рапп розробив там, і Rapp Motorenwerke негайно почав пропонувати ці двигуни прусській військовій владі, назвавши їх Rapp 100 hp. Після того як чотирициліндровий двигун Rapp 100 hp був встановлений на деякі літаки, інтерес до нього згас з боку німецької військової влади, яка на той час вимагали шестициліндрових двигунів через їх більш плавну роботу. На додаток до чотирициліндрового двигуна компанія розробляє рядний шестициліндровий двигун потужністю 215 кг (474 фунт) к.с зі збільшеним об‘ємом до 14,8 л (901 дюйм3). Було розпочато виробництво другого типу авіаційних двигунів Kaiserpreis (Трофей Кайзера), але не було завершено вчасно до запланованих термінів.

## Зміна імені

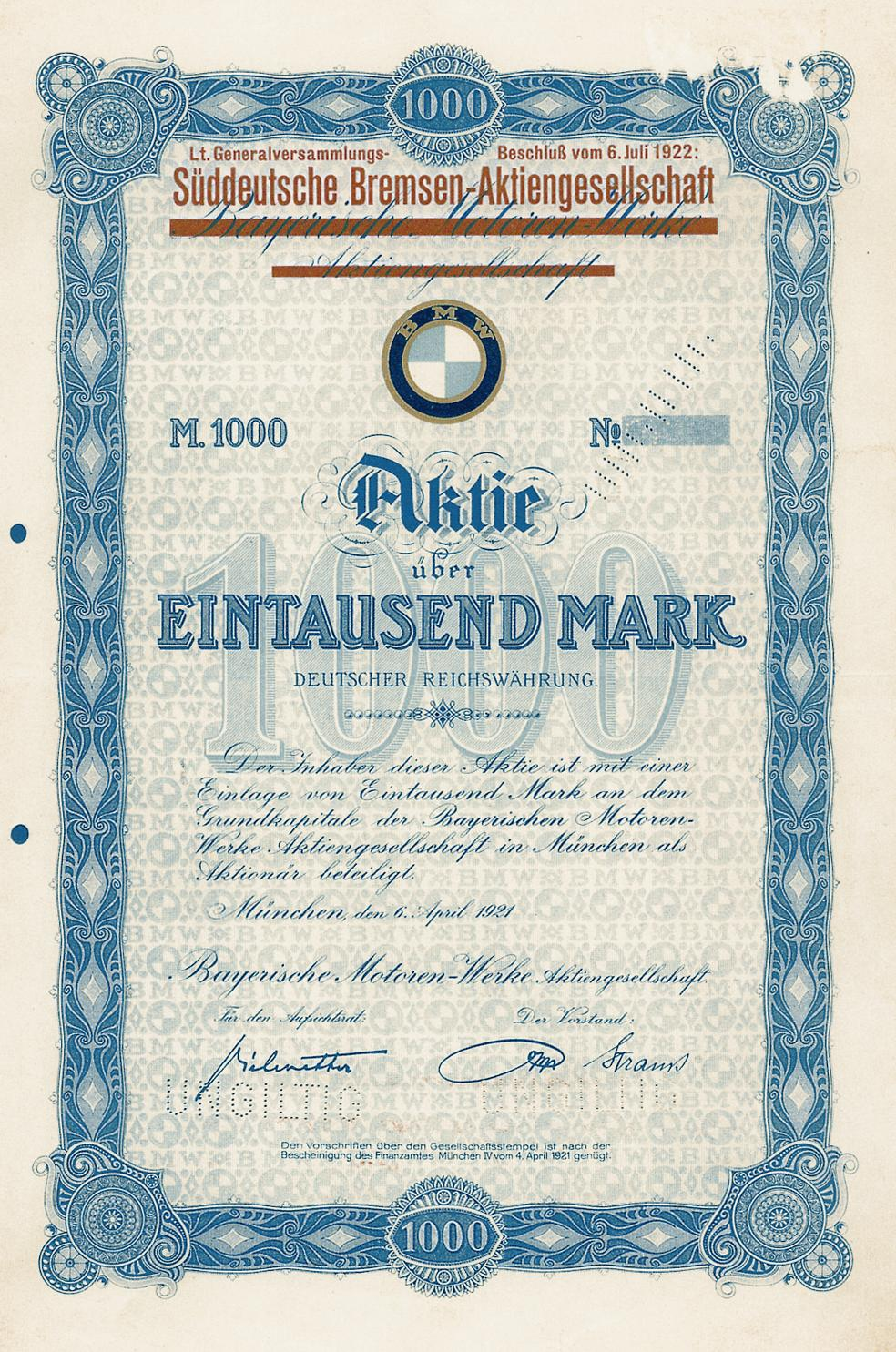
Сертифікат акцій із логотипом BMW, який показує зміну назви Bayerische Motoren Werke на Süddeutsche Bremsen у 1922 році

Рішення адміністрації прусської армії замовити 600 одиниць інноваційного висотного авіаційного двигуна (назва проєкту «BBE») спонукало до реорганізації юридичної структури компанії. Авіаційний двигун, розроблений Фрізом, практично миттєво перетворив Rapp Motorenwerke на істотного учасника війни. З середини 1917 року бізнес, який, ймовірно, зник би з історії, тепер привернув неабияку увагу збройних сил та інших державних органів. Надходили великі субсидії, і мюнхенська компанія отримала добре фінансовані замовлення на виробництво.
Визнання, яке Макс Фріз здобув завдяки своєму двигуну, дало зрозуміти всім керівникам вищої ланки, що досі Карл Рапп і його невідповідні конструкції двигунів стримували розвиток компанії. Тепер в особі Фріза вони мали відмінного головного дизайнера, а тому 25 липня 1917 року розірвали контракт з Карлом Раппом.